# Machaerota andamanensis
Machaerota andamanensis is een halfvleugelig insect uit de familie Machaerotidae. De wetenschappelijke naam van deze soort is voor het eerst geldig gepubliceerd in 1908 door Distant.